# Antonín Himl
Antonín Himl (23. března 1933 Březnice – 27. ledna 1988 Peking) byl český a československý sportovní funkcionář, za normalizace předseda ČSTV a Československého olympijského výboru, politik Komunistické strany Československa, poslanec České národní rady a Sněmovny národů Federálního shromáždění.

## Biografie
Pocházel z dělnické rodiny. Střední školu navštěvoval v Chebu, kam se jeho rodiče přestěhovali v roce 1945 z rodné Březnice. U zdejšího komunálního podniku se vyučil instalatérem. Od roku 1949 byl aktivní v Československém svazu mládeže a v roce 1951 se stal členem KSČ. V letech 1967–1970 absolvoval Vysokou stranickou školu při ÚV KSSS v Moskvě.
V letech 1963–1967 byl tajemníkem, členem předsednictva a sekretariátu Československého svazu mládeže. Koncem 60. let se uvádí jako designovaný předseda rady Sdružení organizací dětí a mládeže, bytem Praha. V letech 1970–1972 působil jako předseda českého Ústředního výboru Socialistického svazu mládeže. V roce 1972 se stal předsedou Ústředního výboru Československého svazu tělesné výchovy a sportu a od roku 1974 byl předsedou Československého olympijského výboru. V roce 1975 mu byl udělen Řád práce.
V letech 1977 až 1984 vykonával funkci místopředsedy Asociace národních olympijských výborů při MOV, vykonával též veřejnou funkci poslance Federálního shromáždění. V září 1981 se konal XI. olympijský kongres již pod vedením nového předsedy Španěla Antonia Samaranche. Po kongresu MOV ustavil zvláštní komisi masového sportu a do čela jejího přípravného výboru jmenoval předsedu ČSOV dr. Antonína Himla. Jeho jméno je dnes často spojováno s dopingovými aférami československých sportovců v 70. a 80. letech 20. století. Byl rovněž zodpovědný za československý bojkot LOH v Los Angeles roku 1984.. V roce 1984 obdržel od MOV stříbrný Olympijský řád.
Jeho politická kariéra vyvrcholila za normalizace. 14. sjezd KSČ ho zvolil za kandidáta Ústředního výboru Komunistické strany Československa. 15. sjezd KSČ, 16. sjezd KSČ a 17. sjezd KSČ ho zvolil členem ÚV KSČ. V 80. letech zastával i funkci člena předsednictva Národní fronty.
Po provedení federalizace Československa usedl do Sněmovny národů Federálního shromáždění. Mandát nabyl až dodatečně v prosinci 1969 po jedné z vln čistek po invazi vojsk Varšavské smlouvy do Československa. Do federálního parlamentu ho nominovala Česká národní rada, v níž rovněž zasedl v té době (listopad 1969).
Mandát ve Federálním shromáždění obhájil ve volbách roku 1971 (volební obvod Jihomoravský kraj), volbách roku 1976 (obvod Uherské Hradiště), volbách roku 1981 a volbách roku 1986 a ve FS setrval až do své smrti roku 1988. Nahradil ho Miroslav Zavadil.
Zemřel náhle při návštěvě Číny v lednu 1988. Mezinárodní olympijský výbor pak založil Cenu Antonína Himla. Než mohla být poprvé udělena, proběhla v Československu sametová revoluce a cena byla potom zrušena.